# Edinburg (Virginia)
Edinburg es una localidad del Condado de Shenandoah, Virginia, Estados Unidos. Según el censo de 2000 tenía una población de 813 habitantes y una densidad de población de 424.2 hab/km².

## Demografía
Según el censo de 2000, había 813 personas, 385 hogares y 220 familias residiendo en la localidad. La densidad de población era de 424,2 hab./km². Había 425 viviendas con una densidad media de 221,7 viviendas/km². El 93,97% de los habitantes eran blancos, el 0,12% afroamericanos, el 0,37% amerindios, el 3,69% de otras razas y el 1,85% pertenecía a dos o más razas. El 8,73% de la población eran hispanos o latinos de cualquier raza.
Según el censo, de los 385 hogares en el 20,5% había menores de 18 años, el 42,6% pertenecía a parejas casadas, el 9,9% tenía a una mujer como cabeza de familia y el 42,6% no eran familias. El 35,8% de los hogares estaba compuesto por un único individuo y el 15,8% pertenecía a alguien mayor de 65 años viviendo solo. El tamaño promedio de los hogares era de 2,09 personas y el de las familias de 2,71.
La población estaba distribuida en un 18,1% de habitantes menores de 18 años, un 8,4% entre 18 y 24 años, un 27,6% de 25 a 44, un 24,6% de 45 a 64 y un 21,4% de 65 años o mayores. La media de edad era 41 años. Por cada 100 mujeres había 92,7 hombres. Por cada 100 mujeres de 18 años o más, había 88,1 hombres.
Los ingresos medios por hogar en la localidad eran de 30.655 dólares ($) y los ingresos medios por familia eran 37.986 $. Los hombres tenían unos ingresos medios de 29.000 $ frente a los 18.021 $ para las mujeres. La renta per cápita para la ciudad era de 18.993 $. El 10,6% de la población y el 5,4% de las familias estaban por debajo del umbral de pobreza. El 2,5% de los menores de 18 años y el 21,5% de los habitantes de 65 años o más vivían por debajo del umbral de pobreza.

## Geografía
Según la Oficina del Censo de los Estados Unidos, la localidad tiene un área total de 1,9 km², todos ellos correspondientes a tierra firme.